# Emily Procter
Emily Mallory Procter (ur. 8 października 1968 w Raleigh) – amerykańska aktorka.
Występowała w roli Ainsley Hayes w Prezydenckim pokerze oraz kryminolog Calleigh Duquesne w CSI: Kryminalne zagadki Miami, a także Leah Fuller w filmie Agent XXL 2.

## Życiorys
Uczęszczała do East Carolina University, gdzie studiowała dziennikarstwo. Kiedy miała 2 lata, jej rodzice postanowili się rozwieść. W latach 80. była wokalistką White Lighten. Po ukończeniu studiów pracowała jako pogodynka w CBS. Dostała propozycję pracy jako dziennikarka kryminalna, jednak odmówiła, gdyż było to dla niej „zbyt krwawe”. Kiedy przyjechała do Los Angeles, zapisała się na 2-letnia studia aktorskie.

## Kariera
Jej debiutem aktorskim była mała rola w filmie Jerry Maguire w 1996 roku, a następnie zagrała w produkcji Breast Men, gdzie występowała wspólnie z Davidem Schwimmerem i C. Cooperem. Występowała również w 3 sezonie serialu Lois & Clark: The New Adventures of Superman jako Lana Lang. Pojawiła się również na krótko w 1997 r. w telewizyjnym filmie The Dukes of Hazzard: Reunion! jako Mavis. W Prezydenckim pokerze grała Ainsley Hayes. Miała również krótki epizod w serialu Przyjaciele (1997) jako Anabel.
Jej przyjaciółka Jorja Fox, również aktorka (CSI: Kryminalne zagadki Las Vegas), namówiła ją, aby poszła na casting do CSI: Kryminalne zagadki Miami. Dostała jedną z głównych ról w serialu – rolę Calleigh Duquesne i od 2002 roku pojawiła się we wszystkich wyemitowanych odcinkach CSI: Kryminalne zagadki Miami. W 2006 roku zagrała u boku Martina Lawrence’a w Agencie XXL 2.